# Irmin Schmidt
Irmin Schmidt (n. 29 mai 1937, Berlin) este un claviaturist și compozitor german, probabil cel mai cunoscut ca unul dintre membrii fondatori ai trupei Can.
1. ↑  „Irmin Schmidt”, Internet Movie Database, accesat în 12 octombrie 2015
2. ↑  Irmin Schmidt, Filmportal.de, accesat în 9 octombrie 2017
3. ↑  The Fine Art Archive, accesat în 1 aprilie 2021
4. ↑  „Irmin Schmidt”, Gemeinsame Normdatei, accesat în 15 decembrie 2014
5. ↑  Autoritatea BnF, accesat în 10 octombrie 2015
6. ↑  CONOR.SI[*] Verificați valoarea |titlelink= (ajutor)
7. 1 2 3  Montreux Jazz Festival Database[*] Verificați valoarea |titlelink= (ajutor);